# Isaiah Wong
Isaiah Robert-Johan Wong (Piscataway, 28 gennaio 2001) è un cestista statunitense.

## Carriera
Dopo aver trascorso la carriera universitaria con i Miami Hurricanes, nel 2023 viene selezionato al Draft NBA con la cinquantacinquesima scelta assoluta dagli Indiana Pacers, che lo firmano con un two-way contract.

## Statistiche

### College
| Anno      | Squadra          | PG  | PT  | MP   | TC%  | 3P%  | TL%  | RP  | AP  | PRP | SP  | PP   |
| --------- | ---------------- | --- | --- | ---- | ---- | ---- | ---- | --- | --- | --- | --- | ---- |
| 2019-2020 | Miami Hurricanes | 31  | 13  | 21,2 | 41,6 | 37,3 | 82,9 | 3,0 | 1,0 | 0,5 | 0,4 | 7,7  |
| 2020-2021 | Miami Hurricanes | 27  | 26  | 35,5 | 43,1 | 34,7 | 80,3 | 4,8 | 2,4 | 1,1 | 0,5 | 17,1 |
| 2021-2022 | Miami Hurricanes | 37  | 36  | 33,9 | 45,2 | 30,2 | 74,8 | 4,3 | 2,0 | 0,9 | 0,3 | 15,3 |
| 2022-2023 | Miami Hurricanes | 37  | 37  | 33,4 | 44,5 | 38,4 | 84,5 | 4,3 | 3,2 | 1,4 | 0,4 | 16,2 |
| Carriera  | Carriera         | 132 | 112 | 31,1 | 44,0 | 34,7 | 80,7 | 4,1 | 2,2 | 1,0 | 0,4 | 14,1 |

### NBA

#### Regular Season
| Anno      | Squadra        | PG | PT | MP  | TC%  | 3P% | TL% | RP  | AP  | PRP | SP  | PP  |
| --------- | -------------- | -- | -- | --- | ---- | --- | --- | --- | --- | --- | --- | --- |
| 2023-2024 | Indiana Pacers | 1  | 0  | 4,0 | 33,3 | 0,0 | -   | 0,0 | 0,0 | 0,0 | 0,0 | 2,0 |
| Carriera  | Carriera       | 1  | 0  | 4,0 | 33,3 | 0,0 | -   | 0,0 | 0,0 | 0,0 | 0,0 | 2,0 |

### G League
| Anno      | Squadra          | PG | PT | MP   | TC%  | 3P%  | TL%  | RP  | AP  | PRP | SP  | PP   |
| --------- | ---------------- | -- | -- | ---- | ---- | ---- | ---- | --- | --- | --- | --- | ---- |
| 2023-2024 | Indiana Mad Ants | 30 | 17 | 27,0 | 43,7 | 28,3 | 81,4 | 3,6 | 3,2 | 0,8 | 0,2 | 14,8 |
| Carriera  | Carriera         | 30 | 17 | 27,0 | 43,7 | 28,3 | 81,4 | 3,6 | 3,2 | 0,8 | 0,2 | 14,8 |

## Palmarès
- Campionato lituano: 1

Žalgiris Kaunas:  2024-2025